# Nagyadorján
Nagyadorján (románul Adrianu Mare) falu Romániában, Maros megyében. Közigazgatásilag Nyárádgálfalva községhez tartozik.

## Fekvése
A falu Nyárádszeredától 6 km-re délre helyezkedik el, a Nyárád egyik mellékpatakának völgyében

## Története
Első írásos említése 1567-ből származik. 1910-ben 254, túlnyomórészt magyar lakosa volt.

## Látnivalók
Református temploma 1927-ben épült.